# Liste des cours d'eau du Minas Gerais
Liste des principaux cours d'eau de l'État du Minas Gerais, au Brésil.
- Rio Carinhanha
- Rio do Carmo

- Rio Doce

- Rio Grande ( Bahia)
- Rio Grande ( Minas Gerais)
- Rio Gualaxo do Norte
- Rio Gualaxo do Sul

- Rio Itabapoana
- Rio Itapecerica

- Rio Jequitinhonha

- Rio das Mortes
- Rio Mucuri
- Rio Muriaé

- Rio Pará
- Rio Paraíba do Sul
- Rio Paraibuna
- Rio Paranaíba
- Rio Paraopeba
- Rio Paracatu
- Rio Pardo
- Rio Peruaçu (pt)
- Rio Piracicaba (pt)
- Rio Pirapetinga
- Rio Pomba

- Rio São Francisco

- Rio Urucuia

- Rio das Velhas
- Rio Verde Grande